# Cephalotaxus lanceolata
Cephalotaxus lanceolata är en barrträdart som beskrevs av Kuo Mei Feng. Cephalotaxus lanceolata ingår i släktet Cephalotaxus och familjen Cephalotaxaceae. Inga underarter finns listade i Catalogue of Life.
Trädet förekommer i södra Kina i provinsen Yunnan och kanske i angränsande områden av Myanmar. Det växer i bergstrakter mellan 1450 och 2000 meter över havet. Arten ingår i skogar som domineras av lövträd. Enligt uppskattningar är utbredningsområdet maximal 500 km² stort.
Under historien skedde intensivt skogsbruk i regionen. Fällning av Cephalotaxus lanceolata blev förbjuden. IUCN kategoriserar arten globalt som starkt hotad.